# إليزابيث هاسلبيك
إليزابيث ديل بادري هاسلبيك (بالإنجليزية: Elisabeth DelPadre Hasselbeck)‏ هي إعلامية ومضيفة برامج حوارية أمريكية ولدت في يوم 28 مايو 1977 في مدينة كرانستون (رود آيلاند)| في الولايات المتحدة، قدمت هاسلبيك برنامج الحواري المنظر مع جوي بيهار وووبي غولدبرغ وشيري شيفيرد وباربرا جيل والترز، وقد فازت بجائزة داي تايم لأفضل مذيعة في 2009، في 2013 حلت محل غريتشن كارلسون في برنامج Fox & Friends على قناة فوكس نيوز.

## روابط خارجية
- إليزابيث هاسلبيك على موقع IMDb (الإنجليزية)
- إليزابيث هاسلبيك على موقع إن إن دي بي (الإنجليزية)
- إليزابيث هاسلبيك على موقع قاعدة بيانات الفيلم (الإنجليزية)